# Grüningen
Grüningen är en ort och kommun i distriktet Hinwil i kantonen Zürich, Schweiz. Kommunen har 3 843 invånare (2023).